# Табакерка из Багомбо
«Табакерка из Багомбо» (англ. Bagombo Snuff Box) — собрание коротких рассказов фантаста Курта Воннегута, изданное в 1999 году. Рассказы уже публиковались ранее, но не входили в предыдущие сборники рассказов писателя. Часть рассказов для сборника была подправлена, три («Нежно-голубой дракон», «Юный женоненавистник» и «Волшебная лампа Хэла Ирвина») были переписаны заново.
В предисловии писатель говорит, что написал сборник для своей покойной сестры Элли, вкратце описывает свою творческую биографию и приводит 8 правил писательского мастерства.
Список рассказов сборника:
- Предисловие
- Танасфера (Thanasphere)
- Мнемотехника (Mnemonics)
- Любое разумное предложение (Any Reasonable Offer)
- Упаковка (The Package)
- Бездарь (The No-Talent Kid)
- Бедный маленький богатый город (Poor Little Rich Town)
- Сувенир (Souvenir)
- Плавание «Весёлого Роджера» (The Cruise of the Jolly Roger)
- Невеста на заказ (Custom-made Bride)
- Второкурсник с амбициями (Ambitious Sophomore)
- Табакерка из Багомбо (Bagombo Snuff Box)
- Нежно-голубой дракон (The Powder-Blue Dragon)
- Подарочек Святому Большому Нику (A Present for Big Saint Nick)
- Бесплатный консультант (Unpaid Consultant)
- Der arme дольметчер (Der Arme Dolmetscher)
- Юный женоненавистник (The Boy Who Hated Girls)
- Этот сын мой (This Son of Mine)
- Ночь для любви (A Night for Love)
- Найди мне мечту (Find Me a Dream)
- Беглецы (Runaways)
- 2BRO2B (2BR02B)
- Анонимные воздыхатели (Lovers Anonymous)
- Волшебная лампа Хэла Ирвина (Hal Irwin’s Magic Lamp)
- Кода к моей карьере писателя для периодики (Coda to My Career as a Writer for Periodicals)